# Мацуї Дайсуке
Дайсуке Мацуї (яп. 松井 大輔, нар. 11 травня 1981, Кіото) — японський футболіст, півзахисник «Джубіло Івата».

## Клубна кар'єра
У дорослому футболі дебютував 2000 року виступами за «Кіото Санга», в якому провів чотири сезони, взявши участь у 126 матчах чемпіонату. Більшість часу, проведеного у складі «Кіото Санга», був основним гравцем команди.
Своєю грою за цю команду привернув увагу представників тренерського штабу французького «Ле-Мана», до складу якого приєднався 2004 року. Відіграв за команду з Ле-Мана наступні чотири сезони своєї ігрової кар'єри, допомігши команді в першому з них вийти до Ліги 1. Граючи у складі «Ле-Мана» також здебільшого виходив на поле в основному складі команди.
2008 року уклав контракт з клубом «Сент-Етьєн», у складі якого провів наступний рік своєї кар'єри гравця.
З 2009 року два сезони захищав кольори команди клубу «Гренобль». Тренерським штабом нового клубу також розглядався як гравець «основи», а 2010 року навіть недовго на правах оренди пограв в російській «Томі».
У сезоні 2011/12 виступав за «Діжон», проте не зміг його врятувати від вильоту з Ліги 1 і на наступний сезон перебрався в болгарську «Славію» (Софія), а у першій половині сезону 2013/14 грав за «Лехію» (Гданськ).
На початку 2014 року повернувся на батьківщину, підписавши контракт з клубом «Джубіло Івата».

## Виступи за збірну
2003 року, не маючи в своєму активі жодного матчу у складі національної збірної Японії, був включений головним тренером Зіку в заявку на  розіграш Кубка конфедерацій 2003 року у Франції, де і дебютував у складі збірної в заключному матчі групового етапу проти збірної Колумбії, яку японці програли з рахунком 0:1 і покинули турнір. 
2004 року захищав кольори олімпійської збірної Японії, був учасником футбольного турніру на Олімпійських іграх 2004 року в Афінах, де збірна не змогла подолати груповий етап.
В подальшому в складі збірної був учасником чемпіонату світу 2010 року у ПАР та кубка Азії з футболу 2011 року у Катарі, здобувши того року титул переможця турніру.
Протягом кар'єри у національній команді, яка тривала 9 років, провів у формі головної команди країни 31 матч, забивши 1 гол.

## Статистика
Статистика виступів у національній збірній.
| Збірна Японії | Збірна Японії | Збірна Японії |
| Роки          | Ігри          | голи          |
| ------------- | ------------- | ------------- |
| 2003          | 1             | 0             |
| 2004          | 0             | 0             |
| 2005          | 3             | 1             |
| 2006          | 0             | 0             |
| 2007          | 2             | 0             |
| 2008          | 7             | 0             |
| 2009          | 8             | 0             |
| 2010          | 8             | 0             |
| 2011          | 2             | 0             |
| Усього        | 31            | 1             |

## Титули і досягнення

### Клубні
- Володар Кубка Імператора (1):

«Кіото Санґа»: 2002

### Збірна
- Срібний призер Азійських ігор: 2002
- Чемпіон Азії: 2011